# Faustine Merret
Faustine Lucie Merret (* 13. März 1978 in Brest) ist eine ehemalige französische Windsurferin.

## Erfolge
Faustine Merret nahm an zwei Olympischen Spielen teil. Bei den Olympischen Spielen 2004 in Athen belegte sie mit 31 Punkten den ersten Platz vor Yin Jian und Alessandra Sensini und wurde damit Olympiasiegerin. Vier Jahre darauf kam sie in Peking nicht über den elften Platz hinaus. Merret gewann zwischen 1998 und 2006 acht Medaillen bei Weltmeisterschaften, davon sechs Bronze- und zwei Silbermedaillen. Bei Europameisterschaften sicherte sie sich zwischen 1997 und 2008 je drei Bronze- und Silbermedaillen.
Für ihren Olympiasieg erhielt sie im September 2004 das Ritterkreuz der Ehrenlegion. Nach den Spielen 2008 beendete sie ihre Karriere.